# Фракийские топонимы
Фракийские топонимы — ряд географических названий, восходящих к языку древних фракийцев. Проблема реконструкции фракийских топонимов наталкивается на смутное знание фракийской лексики. Фракийские гидронимы отмечены в Болгарии и Румынии: Струма, Серет, Марица (Эбр), Вит и Тиса. Фракийское происхождение имеют топонимы Пирдоп, Пловдив (Пульпидева) и Родопы, а также Карпаты и Татры. Фракийскую атрибуцию имело древнее название нижнего Дуная (Истр). На правобережной Украине также выявлен и пласт гидронимов фракийского облика. В частности, фракийское происхождение приписывается гидронимам Днестр и Днепр (из-за компонента ипр)